# Terrassa FC
A Terrassa FC, teljes nevén Terrassa Futbol Club egy katalán labdarúgócsapat. A klubot 1906-ban alapították, jelenleg a negyedosztályban szerepel.

## Statisztika
| Szezon  | Osztály | Poz. | Copa del Rey |
| ------- | ------- | ---- | ------------ |
| 1942/43 | 2ª      | 5th  |              |
| 1943/44 | 3ª      | 4th  |              |
| 1944/45 | 3ª      | 10th |              |
| 1945/46 | 3ª      | 9th  |              |
| 1946/47 | 3ª      | 10th |              |
| 1947/48 | 3ª      | 5th  |              |
| 1948/49 | 3ª      | 5th  |              |
| 1949/50 | 3ª      | 8th  |              |
| 1950/51 | 3ª      | 2nd  |              |
| 1951/52 | 3ª      | 3rd  |              |
| 1952/53 | 3ª      | 3rd  |              |
| 1953/54 | 3ª      | 1st  |              |
| 1954/55 | 2ª      | 14th |              |
| 1955/56 | 2ª      | 9th  |              |
| 1956/57 | 2ª      | 13th |              |
| 1957/58 | 2ª      | 14th |              |
| 1958/59 | 2ª      | 12th |              |

| Szezon  | Osztály | Poz. | Copa del Rey |
| ------- | ------- | ---- | ------------ |
| 1959/60 | 2ª      | 6th  |              |
| 1960/61 | 2ª      | 16th |              |
| 1961/62 | 3ª      | 1st  |              |
| 1962/63 | 3ª      | 9th  |              |
| 1963/64 | 3ª      | 4th  |              |
| 1964/65 | 3ª      | 10th |              |
| 1965/66 | 3ª      | 4th  |              |
| 1966/67 | 3ª      | 7th  |              |
| 1967/68 | 3ª      | 2nd  |              |
| 1968/69 | 3ª      | 2nd  |              |
| 1969/70 | 3ª      | 1st  |              |
| 1970/71 | 3ª      | 3rd  |              |
| 1971/72 | 3ª      | 2nd  |              |
| 1972/73 | 3ª      | 11th |              |
| 1973/74 | 3ª      | 4th  |              |
| 1974/75 | 3ª      | 1st  |              |
| 1975/76 | 2ª      | 16th |              |

| Szezon  | Osztály    | Poz. | Copa del Rey |
| ------- | ---------- | ---- | ------------ |
| 1976/77 | 2ª         | 7th  |              |
| 1977/78 | 2ª         | 12th |              |
| 1978/79 | 2ª         | 18th |              |
| 1979/80 | 2ªB        | 5th  |              |
| 1980/81 | 2ªB        | 15th |              |
| 1981/82 | 2ªB        | 18th |              |
| 1982/83 | 3ª         | 8th  |              |
| 1983/84 | 3ª         | 18th |              |
| 1984/85 | 3ª         | 3rd  |              |
| 1985/86 | 3ª         | 6th  |              |
| 1986/87 | 3ª         | 3rd  |              |
| 1987/88 | 2ªB        | 3rd  |              |
| 1988/89 | 2ªB        | 19th |              |
| 1989/90 | 3ª         | 18th |              |
| 1990/91 | Regionális | —    |              |
| 1991/92 | Regionális | —    |              |
| 1992/93 | 3ª         | 7th  |              |
| 1993/94 | 3ª         | 2nd  |              |

| Szezon  | Osztály | Poz. | Copa del Rey |
| ------- | ------- | ---- | ------------ |
| 1994/95 | 2ªB     | 13th |              |
| 1995/96 | 2ªB     | 5th  |              |
| 1996/97 | 2ªB     | 5th  |              |
| 1997/98 | 2ªB     | 2nd  |              |
| 1998/99 | 2ªB     | 5th  |              |
| 1999/00 | 2ªB     | 15th |              |
| 2000/01 | 2ªB     | 12th |              |
| 2001/02 | 2ªB     | 5th  |              |
| 2002/03 | 2ª      | 12th | Nyolcaddöntő |
| 2003/04 | 2ª      | 12th |              |
| 2004/05 | 2ª      | 20th |              |
| 2005/06 | 2ªB     | 10th |              |
| 2006/07 | 2ªB     | 6th  |              |
| 2007/08 | 2ªB     | 15th |              |
| 2008/09 | 2ªB     | 16th |              |
| 2009/10 | 2ªB     | 20th |              |
| 2010/11 | 3ª      | —    |              |

## Sikerek
- Copa Catalunya: 1925, 1936, 2002, 2003

## Ismertebb játékosok
| - Marc Bernaus - Luciano Becchio - Iselín Ovejero - Rolando Zárate - Bio - Bruno Cazarine - Maikel - Alberto Mendez | - Haruna Babangida - Àngel Rangel - Francisco Carrasco - Juanele - Thomas Christiansen - Pier - Marco Vanzini |

## Himnusz
Terrassa, Terrassa,

Terrassa, Terrassa.

Endavant, endavant,

endavant, endavant,

el Terrassa sempre triomfant.
Joventut, joventut,

cridanera i alegre endavant,

i portant cada pit un escut,

i portant un color roig i blanc.
Joventut, joventut,

Endavant, endavant, endavant.

Un color roig i blanc,

un color roig i blanc,

un color roig i blanc,

i un escut.
Un escut sobre el pit

que és el crit de l'esforç,

té darrera la ciutat

que és bandera

i que és un nom,

i un equip ha lliurat,

i un equip que ha lliurat

les suors.
Terrassa, Terrassa,

Terrassa, Terrassa.

Endavant, endavant,

endavant, endavant,

el Terrassa sempre triomfant.